# 蒲原津
蒲原津（かんばらのつ）とは、江戸時代中期まで現在の新潟県新潟市に存在した港である。

## 概要
蒲原津は信濃川と阿賀野川の合流河口付近にあった港であり、新潟津、沼垂湊の間に存在した。この3つの港は新潟三ヵ津と呼ばれた。
蒲原津は建武2年（1335年）以降から北側の加地城の加地氏と南側の天神山城の小国氏で物資、兵士等を運ぶための舟運の拠点を獲得するため、4回ほど争奪戦が行われた。河口港という立地条件から、度重なる地形や水流、天候の変化を受け、延宝年間（1673年－1681年）洪水で流され廃港となった。